# Elizabeth Lynne

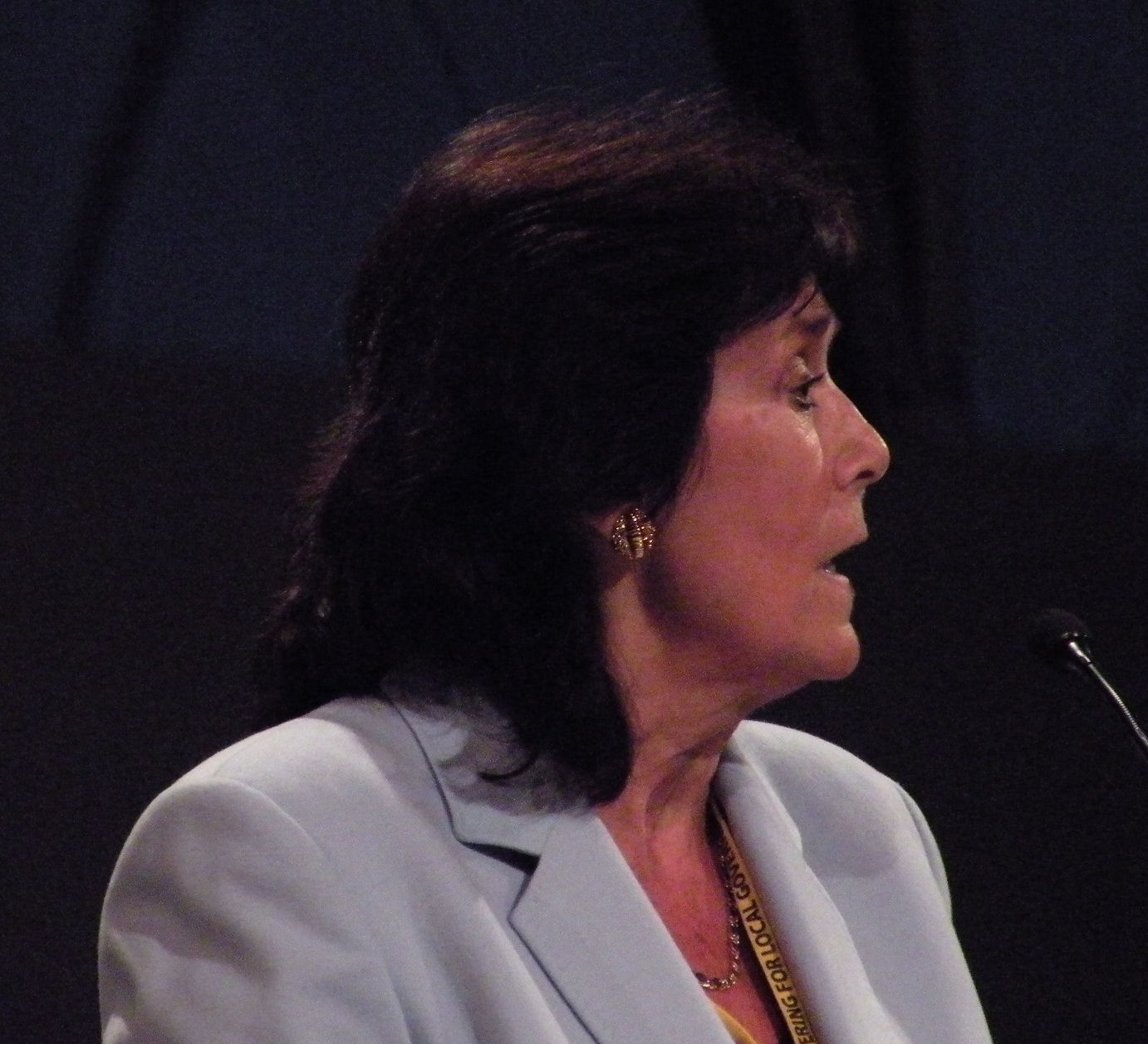
Elizabeth Lynne

Elizabeth Lynne (n. 22 ianuarie 1948) este un om politic britanic, membru al Parlamentului European în perioadele 1999-2004 și 2004-2009 din partea Regatului Unit.
1. ↑  Deputații în Parlamentul European
2. ↑  Hansard 1803–2005